# Bird Woman Falls

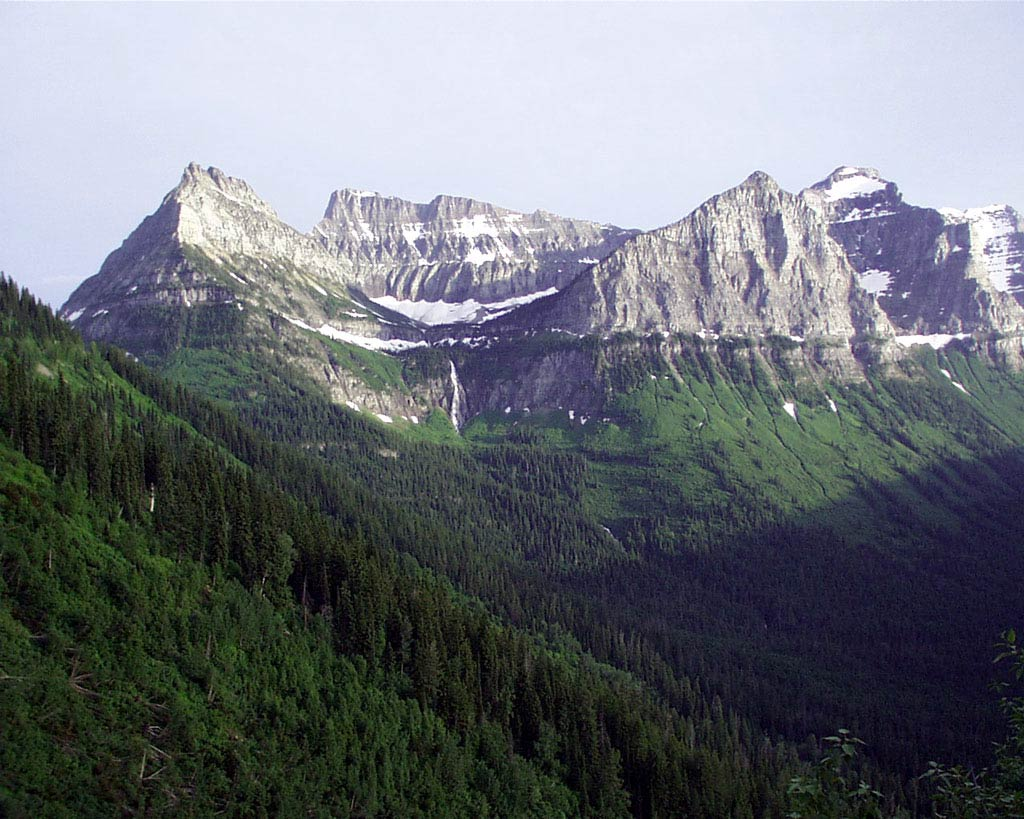
Bird Woman Falls

Bird Woman Falls is een 150 meter hoge waterval gelegen in het Glacier National Park, in de Amerikaanse staat Montana.
De watervallen zijn goed zichtbaar vanaf de Going-to-the-Sun Road, die het park van oost naar west doorsnijdt. De watervallen worden gevoed door sneeuwvelden en een gletsjer van Mount Oberlin. In het late voorjaar en de vroege zomer stort het meeste water naar beneden. In het najaar is de waterval gereduceerd tot een klein stroompje.